# 10月5日
10月5日（じゅうがついつか）は、グレゴリオ暦で年始から278日目（閏年では279日目）にあたり、年末まであと87日ある。

## できごと

ヴァンデミエールの反乱鎮圧(1795)。失職していたナポレオン・ボナパルトが復帰する舞台となった。

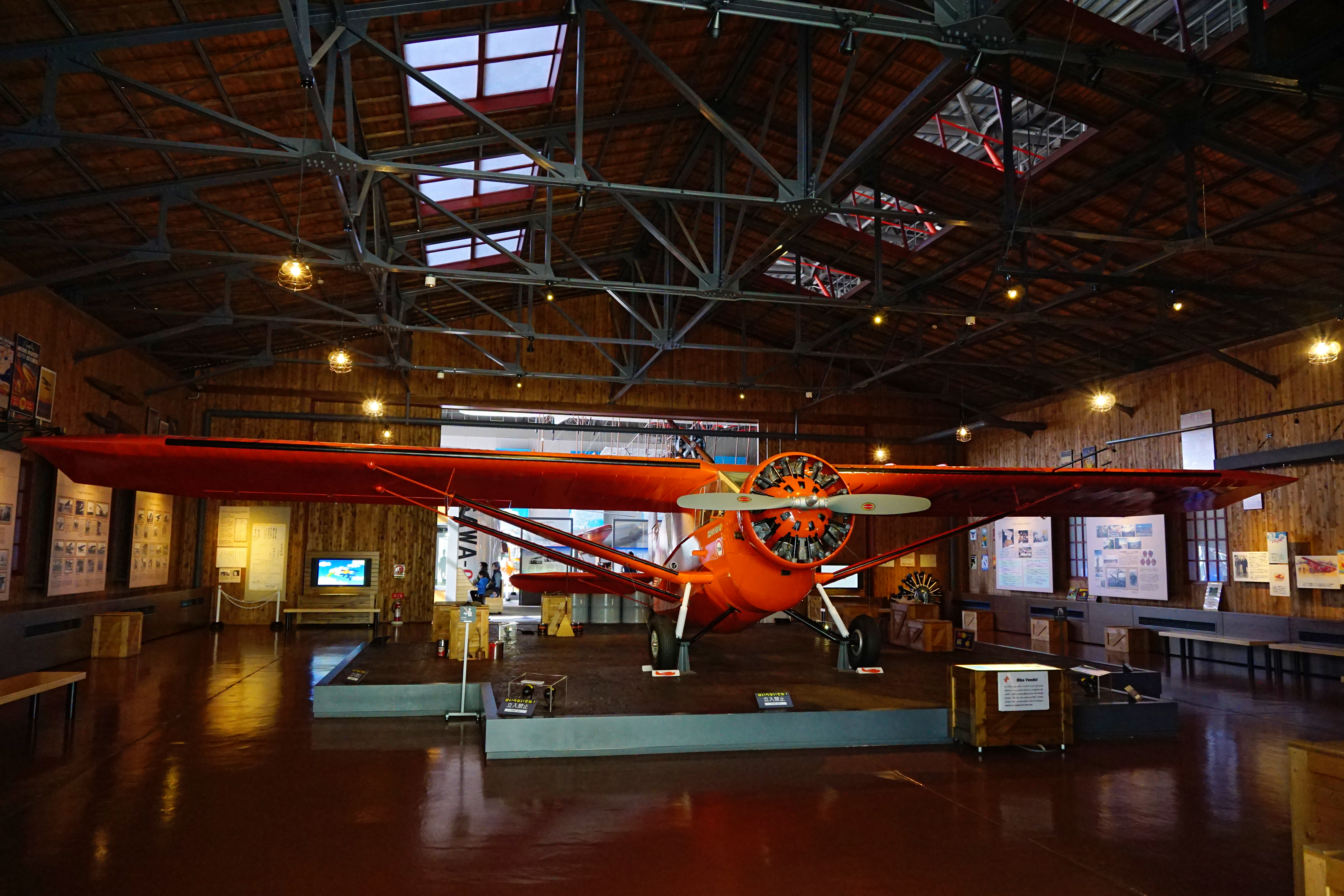
ミス・ビードル号が太平洋無着陸横断飛行に成功(1931)。画像は、青森県立三沢航空科学館のレプリカ。

テレビアニメ「サザエさん」が放送を開始(1969)。画像は、テレビアニメのロゴ。

- 610年 - ヘラクレイオスが東ローマ皇帝に即位。
- 869年 - 第4コンスタンティノポリス公会議が開会。
- 1665年 - ドイツでクリスティアン・アルブレヒト大学キールが開校[1]。
- 1710年 - ポートロワイヤルの戦いはじまる。
- 1789年 - フランス革命: ヴェルサイユ行進。パリの主婦らがヴェルサイユ宮殿まで行進し、国王ルイ16世をパリに連行。
- 1793年 - フランス革命: キリスト教がフランスの国教としての地位を失う。
- 1795年（フランス革命暦4年ヴァンデミエール13日） - フランス革命: ヴァンデミエールの反乱。
- 1813年 - 米英戦争: テムズの戦いで米軍勝利。
- 1864年 - インドのコルカタがサイクロンで破壊される。死者6万人。
- 1894年 - 庚寅新誌社が日本初の月刊時刻表『汽車汽船旅行案内』を出版[2]。
- 1895年 - ロンドンの北で最初の個人タイムトライアル自転車レース（50マイル）が開催。
- 1910年 - 1910年10月5日革命。ポルトガルで王制を廃止し共和制に移行。
- 1915年 - 第一次世界大戦: ブルガリアが中央同盟国側として参戦。
- 1921年 - 国際ペンクラブ発足。
- 1921年 - 米メジャーリーグのワールドシリーズが初めてラジオ中継される。
- 1926年 - 新交響楽団（NHK交響楽団の前身）が結成される[3]。
- 1930年 - イギリスの飛行船R101がインドに向けて飛行中パリ近郊で山腹に衝突。
- 1931年 - アメリカ合衆国の長距離機ミス・ビードル号が初の太平洋無着陸横断飛行に成功。
- 1937年 - 第二次世界大戦 隔離演説: フランクリン・ルーズヴェルト米大統領が「日独伊3国は『隔離』されなければならない」と演説。
- 1943年 - 第二次世界大戦: 関釜連絡船・崑崙丸が米艦の雷撃を受けて沈没。衆議院議員2人を含む544人が死亡。
- 1945年 - 東久邇宮内閣が、前日のGHQによる「民権自由に関する指令」を受け入れられないとして総辞職。
- 1947年 - ハリー・S・トルーマン米大統領が初のホワイトハウスからのテレビ演説。
- 1947年 - コミンフォルム結成。
- 1948年 - トルクメニスタンでマグニチュード7.4の大地震。数万人が死亡。
- 1953年 - アール・ウォーレンが第14代アメリカ合衆国最高裁判所長官に指名される。
- 1959年 - 幼児向け教育番組『おかあさんといっしょ』の放送がNHK総合テレビジョンにてスタート。
- 1962年 - 映画007シリーズ第1作『007/ドクター・ノオ』がイギリスで公開。
- 1962年 - ビートルズのファースト・シングル『ラヴ・ミー・ドゥ/P.S.アイ・ラヴ・ユー』がイギリスでリリース。
- 1964年 - 国鉄と日本急行バスにより名神ハイウェイバスが開業。日本初の高速バス。
- 1965年 - 釧路市立共栄小学校の6年生が、炊事遠足で訪れた同市新富士海岸で不発弾の爆発に巻き込まれ、4名が死亡、30数名が重軽傷を負う。
- 1966年 - 米デトロイト郊外のエンリコ・フェルミ炉で史上初の炉心溶融事故がおこる。
- 1969年 - イギリス・BBCのコメディ番組『空飛ぶモンティ・パイソン』が放送開始。
- 1969年 - テレビアニメ『サザエさん』（フジテレビ系）放送開始。
- 1970年 - 公共放送サービス開局。
- 1970年 - 東海大学湘南キャンパスに学生らに乗っ取られたマイクロバスが侵入。守衛所が火炎瓶で放火されるなどして14人が負傷[4]。
- 1973年 - ミュンヘンで欧州特許付与に関する条約が締結。
- 1981年 - ラウル・ワレンバーグにアメリカ名誉市民の称号が贈られる。
- 1983年 - レフ・ヴァウェンサのノーベル平和賞受賞が決定。
- 1983年 - 敗戦後アメリカ軍に接収されたままだった赤坂の山王ホテルが所有者に返還。
- 1988年 - チリのアウグスト・ピノチェト大統領が国民信任投票で敗北。15年間の軍事独裁が終焉。
- 1989年 - ダライ・ラマ14世のノーベル平和賞受賞が決定。
- 1989年 - 京阪鴨東線（三条 - 出町柳間2.3km）が開業。
- 1993年 - 大阪市交通局南港ポートタウン線（ニュートラム）の住之江公園駅構内で車両暴走事故。乗客215人が負傷。
- 1998年 - NHKのアニメ番組『おじゃる丸』が放送開始。
- 1999年 - 小渕再改造内閣が発足。
- 2000年 - ロト6第1回抽選。
- 2003年 - アフマド・カディロフがチェチェン共和国の大統領に選ばれる。
- 2010年 - 阪神タイガースのマット・マートンが211安打を放ち、日本プロ野球シーズン最多安打記録を更新[5]。
- 2017年 - カズオ・イシグロにノーベル文学賞受賞が決定[6]。

## 誕生日

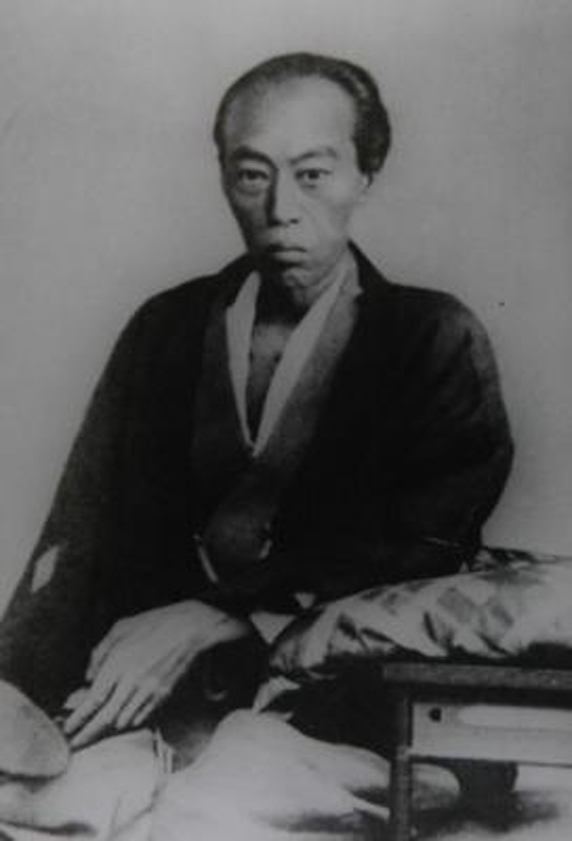
蘭学者、箕作阮甫(1799-1863)誕生。蕃書調所の首席教授として、数多くの訳述書を記した。

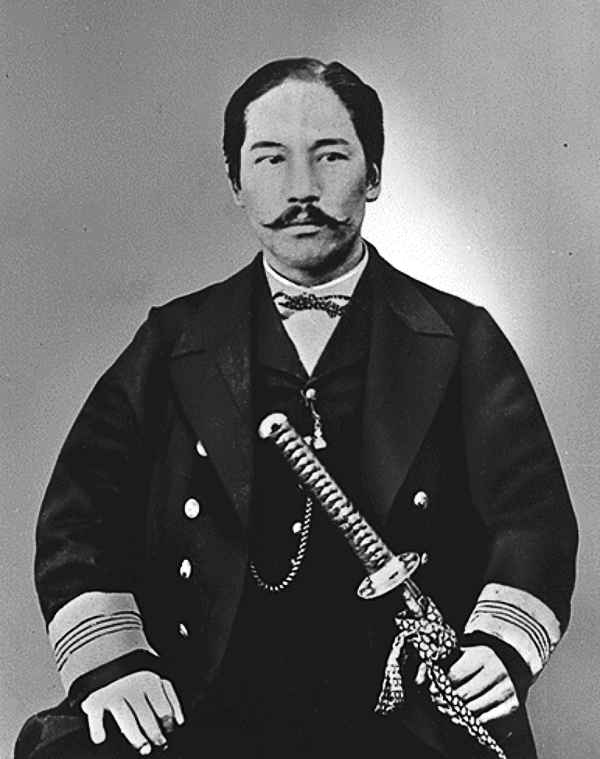
幕臣から明治政府の大臣を歴任した榎本武揚(1836-1908)誕生。

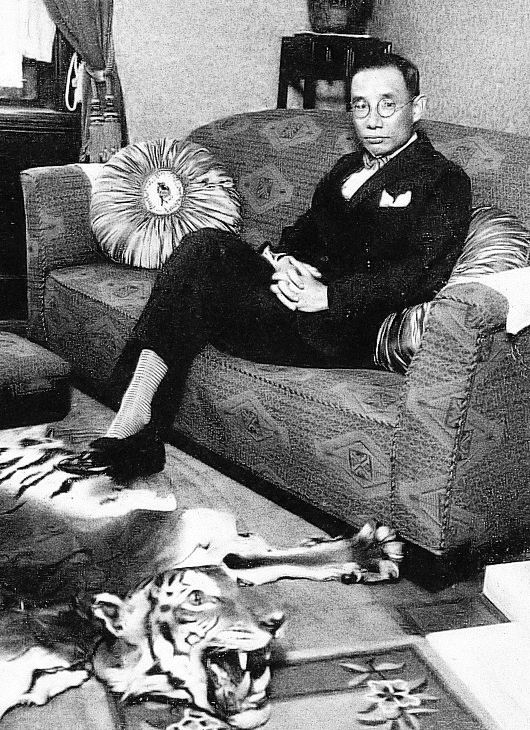
尾張徳川家第19代当主徳川義親(1886-1976)誕生。戦前マレー半島で虎狩りをしたことから虎狩りの殿様として親しまれる。徳川美術館を開設した。

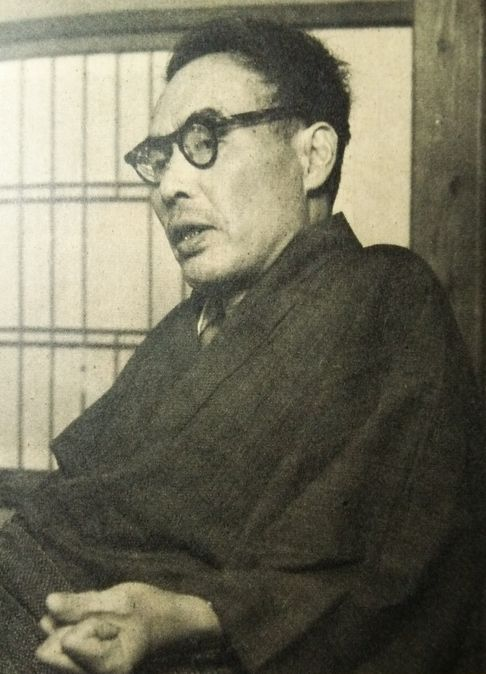
歴史、時代小説家、中山義秀(1900-1969)誕生。『厚物咲』で芥川賞受賞。、没後、優れた歴史小説を対象に、中山義秀文学賞が創設された。

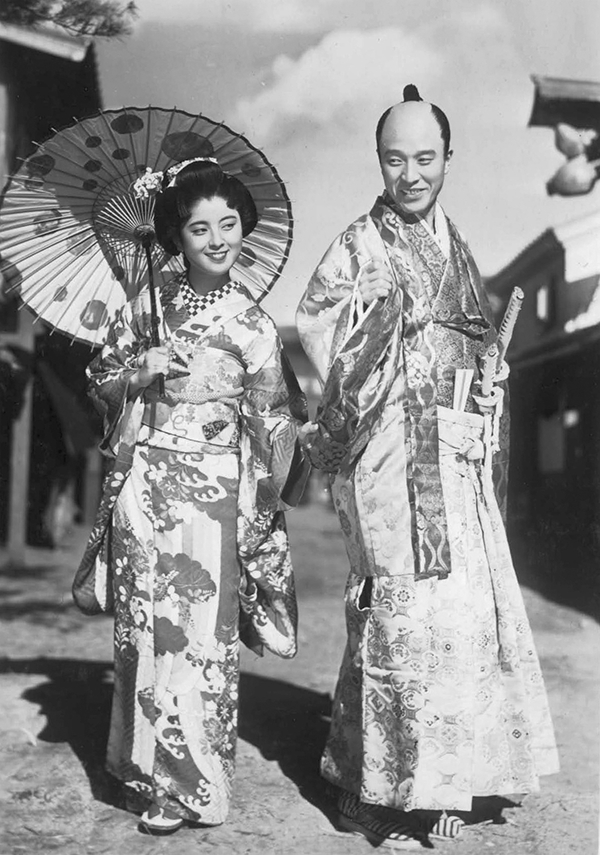
歌手にして俳優、ディック・ミネ(1908-1991)誕生(左)。代表曲は『夜霧のブルース』など。

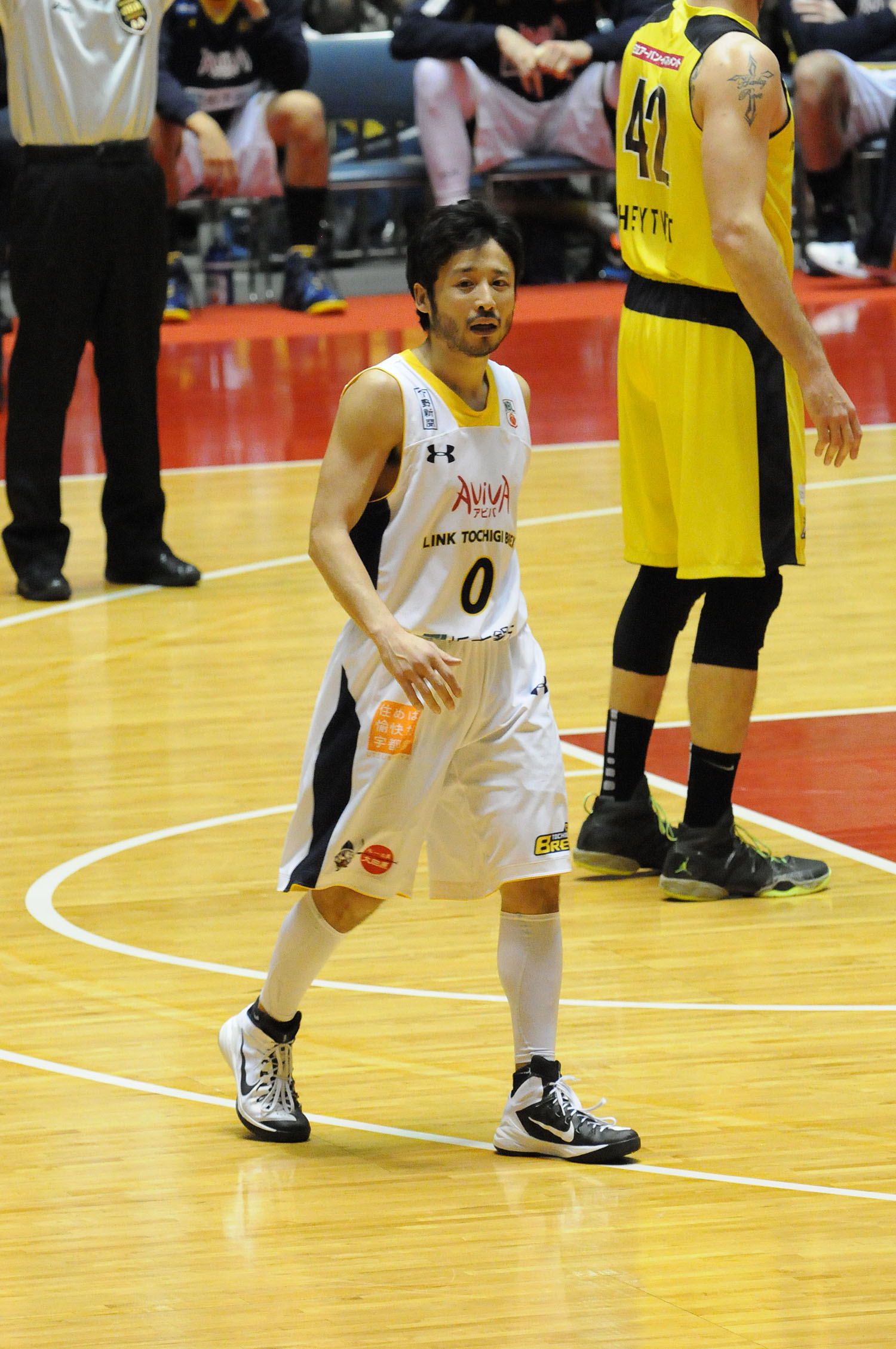
バスケットボール選手、田臥勇太(1980-)誕生。日本人初のNBAプレーヤーになった。

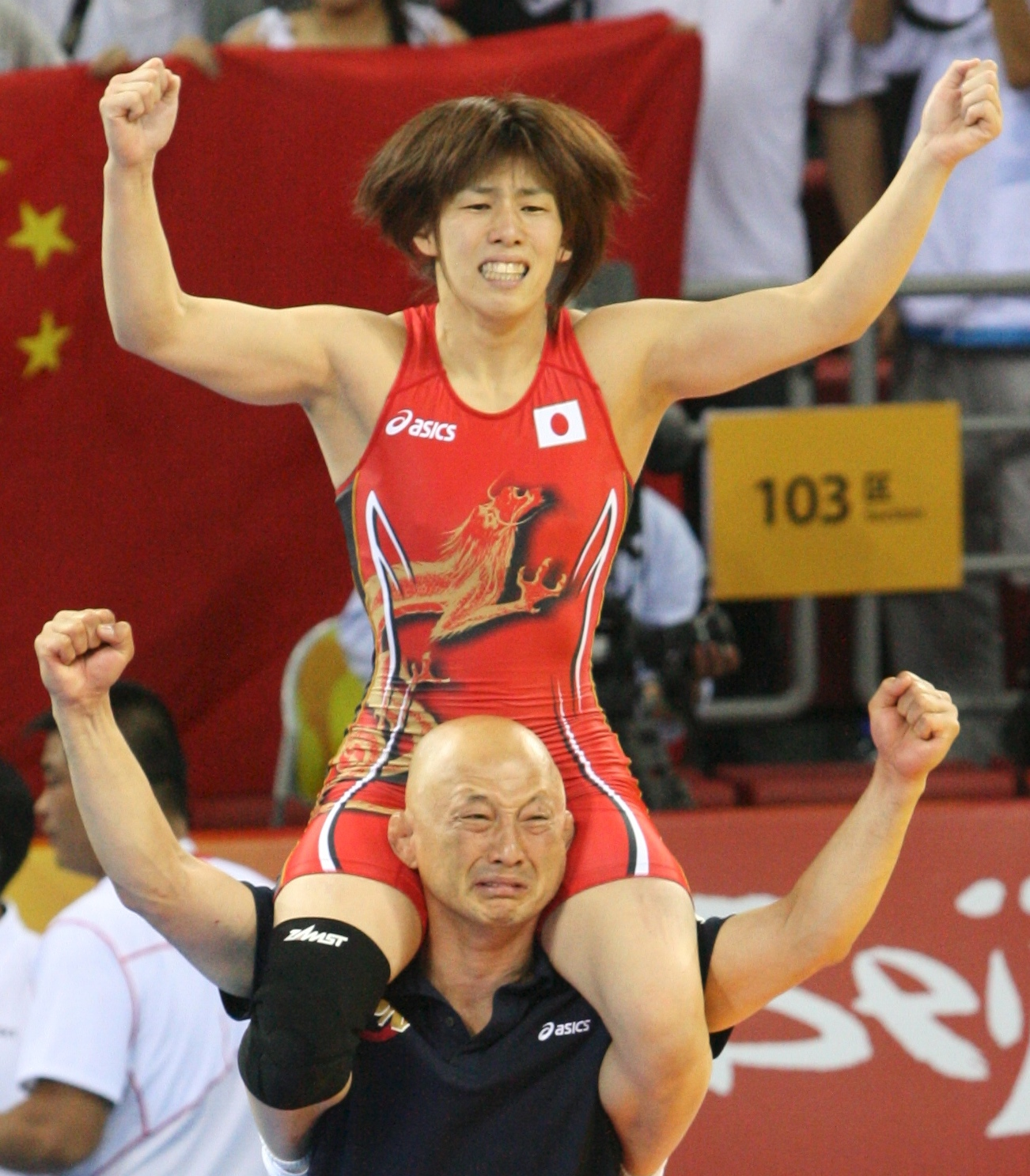
女子レスリング選手、吉田沙保里(1982-)誕生。 2001年12月から2016年リオデジャネイロ五輪まで個人戦206連勝を記録。

- 1713年 - ドニ・ディドロ[7]、哲学者（+ 1784年）
- 1725年（享保10年8月29日） - 松平輝高、上野国高崎藩の第4代藩主（+ 1781年）
- 1751年（寛延4年8月16日） - 徳川治保[8]、常陸国水戸藩の第6代藩主（+ 1805年）
- 1754年（宝暦4年8月19日） - 池田定得、因幡国若桜藩の第4代藩主（+ 1773年）
- 1799年（寛政11年9月7日） - 箕作阮甫、蘭学者（+ 1863年）
- 1813年 - エルンスト・ハーベルビアー、作曲家、ピアニスト（+ 1869年）
- 1829年 - チェスター・A・アーサー[9]、第20代・21代アメリカ合衆国大統領（+ 1886年）
- 1836年（天保7年8月25日） - 榎本武揚[10]、政治家（+ 1908年）
- 1840年 - ヨーハン2世、リヒテンシュタイン公（+ 1929年）
- 1842年（天保13年9月2日） - 細川行真、肥後国宇土藩の第11代藩主、子爵（+ 1902年）
- 1856年 - ユーリ・ショカルスキー、地理学者、海洋学者（+ 1940年）
- 1870年 - 桜井小太郎、建築家、日本人初の英国王立建築家協会建築士（+ 1953年）
- 1882年 - ロバート・ゴダード、ロケット工学者（+ 1945年）
- 1886年 - 徳川義親、尾張徳川家第19代当主（+ 1976年）
- 1888年 - 秋葉隆、文化人類学者（+ 1954年）
- 1888年 - 前川千帆、版画家、漫画家（+ 1960年）
- 1891年 - 大濱信泉、法学者、教育者（+ 1976年）
- 1892年 - 渋沢秀雄、実業家、随筆家（+ 1984年）
- 1895年 - スベア・ノーレン、フィギュアスケート選手（+ 1985年）
- 1898年 - 政岡憲三、アニメーション監督（+ 1988年）
- 1900年 - 平澤興、医学者、京都大学第16代総長（+ 1989年）
- 1900年 - 中山義秀、小説家（+ 1969年）
- 1902年 - 浦辺粂子、女優（+ 1989年）
- 1903年 - 藤井松太郎、第7代日本国有鉄道総裁（+ 1988年）
- 1903年 - 北畠八穂、詩人、児童文学作家（+ 1982年）
- 1905年 - 薗田誠一、声楽家、オペラ歌手、音楽教育者、お茶の水女子大学名誉教授（+ 1986年）
- 1908年 - ディック・ミネ、歌手（+ 1991年）
- 1909年 - 増本勇、元調教師（+ 1986年）
- 1915年 - 南美江、女優（+ 2010年）
- 1918年 - 竹山逸郎、歌手（+ 1984年）
- 1919年 - ドナルド・プレザンス、俳優（+ 1995年）
- 1920年 - 藤村隆男、元プロ野球選手（+ 1993年）
- 1923年 - 矢野徹、作家、翻訳家（+ 2004年）
- 1925年 - 志賀眞津子、女優
- 1924年 - ホセ・ドノソ、作家、ジャーナリスト（+ 1996年）
- 1927年 - 舛田利雄、映画監督
- 1928年 - アルベルト・スギ、画家（+ 2012年）
- 1930年 - ジューン・アルメイダ、ウイルス学者 （+ 2007年）
- 1930年 - 豊島久真男、医学者（+ 2022年）
- 1930年 - 鷹羽狩行、俳人（+ 2024年）
- 1935年 - 村瀬継蔵、怪獣、着ぐるみなどの造形物製作者（+ 2024年）
- 1935年 - 柿本実、元プロ野球選手
- 1935年 - 江角英明、俳優（+ 2004年）
- 1935年 - 堀内庄、元プロ野球選手（+ 2010年）
- 1935年 - 笹川堯、政治家
- 1936年 - 八田正、元プロ野球選手（+ 2018年）
- 1936年 - アンネローゼ・シュミット、ピアニスト（+ 2022年）
- 1936年 - ヴァーツラフ・ハヴェル、劇作家、政治家（+ 2011年）
- 1937年 - 金森正、政治家
- 1938年 - 遠藤武彦、政治家（+ 2019年[11]）
- 1941年 - 桂春蝶 (2代目)、落語家（+ 1993年）
- 1943年 - 今野雄二、映画・音楽評論家、翻訳家（+ 2010年）
- 1945年 - 橋口弘次郎、元調教師
- 1945年 - 和多田進、出版人、晩聲社・株式会社金曜日創立者（+ 2016年）
- 1946年 - 西岡徳馬、俳優
- 1947年 - 米田建三、元政治家
- 1947年 - ブライアン・ジョンソン、歌手（AC/DC）
- 1949年 - やしきたかじん、歌手、タレント（+ 2014年[12]）
- 1949年 - 後藤謙次、キャスター
- 1949年 - 照屋林賢、音楽家
- 1950年 - 辺見マリ、歌手
- 1950年 - 浅沼廣幸、医師、馬主
- 1951年 - ボブ・ゲルドフ、ミュージシャン（ブームタウン・ラッツ）、政治活動家
- 1952年 - エモマリ・ラフモン、政治家、タジキスタン大統領
- 1953年 - コジロー、漫画家
- 1953年 - 坂本光一、小説家
- 1954年 - 原大輔、歌手
- 1954年 - 李博士、ポンチャック歌手
- 1955年 - 立野政治、元プロ野球選手
- 1956年 - 郭源治、元プロ野球選手
- 1956年 - 山口祐一郎、ミュージカル俳優
- 1958年 - 豊川誕、歌手
- 1959年 - 渡邉美樹、実業家、ワタミ代表取締役社長
- 1959年 - 三津野アキラ（葛飾ロビンソン）、画家、版画家
- 1959年 - ロデリック・アレン、元プロ野球選手
- 1959年 - 関根明子、声優、女優、ナレーター（+2025年）
- 1960年 - 黒木瞳、女優
- 1960年 - 丹野義昭、ピアニスト、ボーカリスト、作曲家、編曲家、音楽プロデューサー
- 1960年 - カレカ、サッカー選手
- 1961年 - 森本栄浩、毎日放送アナウンサー
- 1961年 - 佐藤恵利、元女優、元アイドル
- 1961年 - 内田利雄、騎手
- 1961年 - 阿久根謙司、元野球選手、アマチュア野球指導者
- 1961年 - クラウディア・クリストフィクス＝ビンダー、フィギュアスケート選手
- 1962年 - 菊池馨実、法学者
- 1962年 - マイケル・アンドレッティ、レーシングドライバー
- 1963年 - 琴ヶ梅剛史、元大相撲力士、年寄13代大鳴戸
- 1963年 - ローラ・デービース、プロゴルファー
- 1964年 - 太田あき、タレント
- 1964年 - 菅剛史、プロデューサー、ガスコイン・カンパニー社長
- 1964年 - 橋本聖子、スピードスケート選手、政治家
- 1964年 - 藤原啓治、声優 （+ 2020年[13]）
- 1964年 - 横田めぐみ、北朝鮮による日本人拉致の被害者
- 1965年 - マリオ・ルミュー、元アイスホッケー選手
- 1965年 - パトリック・ロワ、元アイスホッケー選手
- 1966年 - イネッサ・クラベッツ、陸上競技選手
- 1967年 - ガイ・ピアース、俳優
- 1967年 - 遠藤由美子、元歌手（元ソフトクリーム）
- 1969年 - 黒木永子、元グラビアアイドル
- 1970年 - 宮崎吐夢、俳優
- 1970年 - 西脇亨輔、弁護士、元アナウンサー
- 1970年 - 三遊亭金八、落語家
- 1971年 - 北岡龍貴、俳優、スーツアクター
- 1972年 - 酒井雄二、ミュージシャン（ゴスペラーズ）
- 1972年 - 高橋コウタ、作曲家
- 1972年 - グラント・ヒル、元バスケットボール選手
- 1972年 - アーロン・ガイエル、元プロ野球選手
- 1973年 - 田中壱征、映画監督、脚本家、音楽プロデューサー
- 1973年 - 森住惣一郎、ゲームクリエイター
- 1973年 - 永池恭男、元プロ野球選手
- 1973年 - 陳文賓、元プロ野球選手
- 1973年 - ルイス・ロペス、元プロ野球選手
- 1974年 - 西島大介、漫画家、イラストレーター
- 1974年 - リッチ・フランクリン、総合格闘家
- 1975年 - 中田彩、タレント、歯科医
- 1975年 - ケイト・ウィンスレット、女優
- 1975年 - Megumi、歌手（Paix2）
- 1976年 - 刃田綴色、ドラマー
- 1976年 - ソン・スンホン、俳優
- 1977年 - 木村一喜、元プロ野球選手
- 1977年 - コンスタンティン・ジリャノフ、元サッカー選手
- 1978年 - 山木陽介、元記者
- 1979年 - 石毛慎也、キックボクサー
- 1979年 - 高圓圓、女優
- 1979年 - 米津龍一、気象予報士
- 1980年 - 田臥勇太、バスケットボール選手
- 1980年 - ジョン・スオミ、プロ野球選手
- 1981年 - 古谷田奈月、小説家
- 1981年 - 筒井和也、元プロ野球選手
- 1981年 - 中東直己、元プロ野球選手
- 1981年 - ユリア・ラウトワ、フィギュアスケート選手
- 1982年 - 張怡寧、卓球選手
- 1982年 - 米花剛史、ダンサー（元ジャニーズJr.、元Musical Academy）
- 1982年 - 吉田沙保里、元レスリング選手
- 1982年 - ナタリー・ウランディス、フィギュアスケート選手
- 1983年 - 福徳秀介、お笑いタレント（ジャルジャル）
- 1983年 - 岡崎英美、ミュージシャン（サカナクション）
- 1983年 - 川島慶三、元プロ野球選手
- 1983年 - 林祐征、元サッカー選手
- 1983年 - ジェシー・アイゼンバーグ、俳優
- 1983年 - ニッキー・ヒルトン、ファッションモデル
- 1983年 - アレクシー・オガンド、プロ野球選手
- 1983年 - フェリペ・ポーリーノ、元プロ野球選手
- 1983年 - フアン・マヌエル・バルガス、元サッカー選手
- 1984年 - 魚住優、元アナウンサー
- 1985年 - 藤村えみり、タレント
- 1985年 - 三島輝史、元プロ野球選手
- 1985年 - エドワード・バルデス、元プロ野球選手
- 1985年 - ニコラ・ロバーツ、ミュージシャン（ガールズ・アラウド）
- 1986年 - ジェフ・ビアンチ、元プロ野球選手
- 1986年 - 越岡裕貴、アイドル（ふぉ〜ゆ〜）
- 1987年 - 浜中文一、俳優（元関西ジャニーズJr）
- 1987年 - 山本紗衣、ミュージカル俳優
- 1987年 - かほり、歌手（294）
- 1987年 - 鶫真衣、歌手
- 1987年 - 大鷹さおり、バスケットボール選手
- 1987年 - ディロン・フランシス、DJ、音楽プロデューサー
- 1987年 - ケイシー・ヘザー、プロ野球選手
- 1987年 - フォルケ・アキンラデウォ、バレーボール選手
- 1988年 - 糸谷哲郎、将棋棋士
- 1988年 - 一ノ瀬優希、プロゴルファー
- 1988年 - 須永千尋、元陸上競技選手
- 1988年 - 齋藤博樹、元騎手
- 1989年 - 梅井大輝、サッカー選手
- 1989年 - 小野賢章[14]、俳優、声優
- 1989年 - 末広ゆい、女優
- 1989年 - 希美まゆ、AV女優、歌手
- 1989年 - トラビス・ケルシー、アメリカンフットボール選手
- 1990年 - 橘美緒、ファッションモデル
- 1990年 - 菅澤優衣香、サッカー選手
- 1990年 - 西川早弓、元サッカー選手
- 1991年 - 扇原貴宏、サッカー選手
- 1992年 - 朝香りほ、ファッションモデル
- 1992年 - ケビン・マグヌッセン、レーシングドライバー
- 1993年 - 井口理、ミュージシャン（King Gnu）
- 1993年 - チャナティップ・ソングラシン、サッカー選手
- 1993年 - 加藤寿一、バスケットボール選手
- 1993年 - 若元春港、大相撲力士
- 1994年 - 村田大樹、お笑いタレント（ド桜、元赤もみじ）
- 1994年 - 渕上沙紀、アナウンサー
- 1994年 - 日向寺亜依、ラグビー選手
- 1995年 - 芳田司、柔道家
- 1996年 - 中村太郎、俳優
- 1996年 - 重本ことり、元タレント、元歌手（元Dream5）
- 1997年 - 南ななこ、タレント、元アイドル（元GEM）
- 1997年 - 森累珠、女優
- 1997年 - 今井文也、声優
- 1999年 - 冨田せな、スノーボーダー
- 2000年 - 桑原海人、サッカー選手
- 2001年 - 山﨑すがら、タレント、シンガーソングライター、俳優、映像作家
- 2003年 - 藤原大祐、俳優
- 2004年 - 内藤鵬、プロ野球選手
- 2006年 - 白濱美兎、グラビアアイドル
- 2008年 - 森平麗心、アイドル（乃木坂46）
- 生年不詳 - 一ノ瀬雅彦、声優
- 生年不詳 - 大海将一郎、声優、俳優
- 生年不詳 - 田中貴子[15]、声優
- 生年不詳 - 手塚ヒロミチ、声優
- 生年不詳 - 町山芹菜、声優

## 忌日

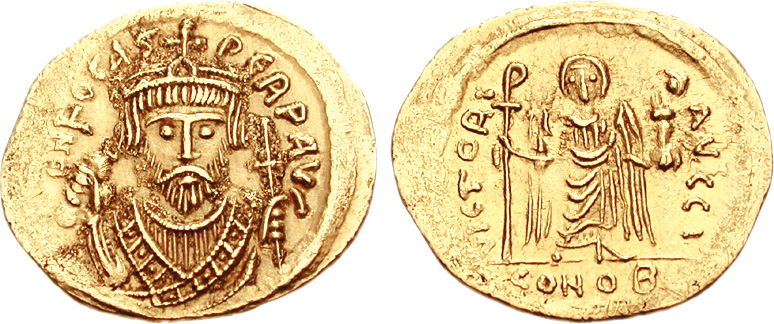
反乱で東ローマ皇帝を僭称したフォカス(547?-610)。画像はフォカスが刻印された硬貨。

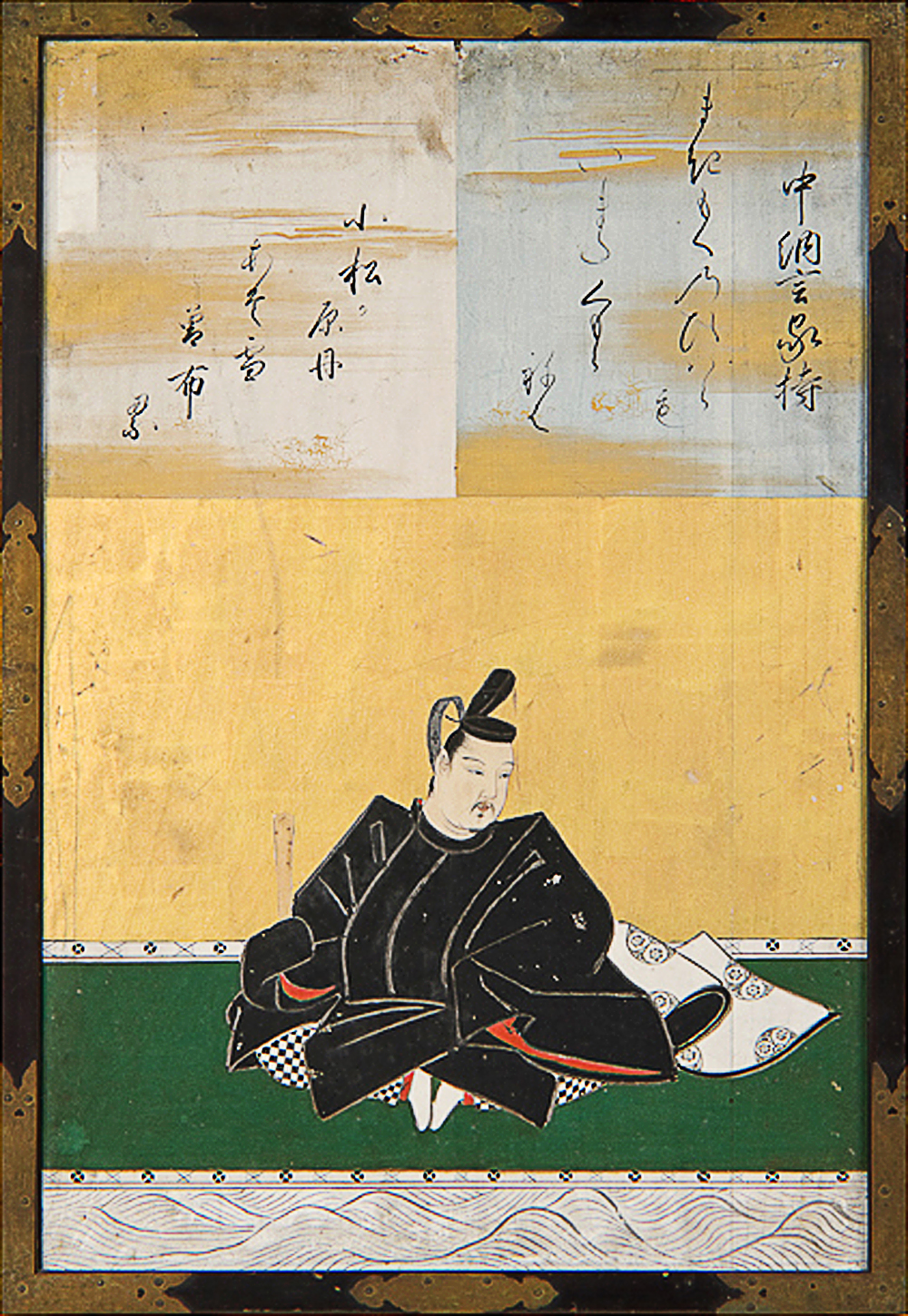
奈良時代の歌人大伴家持(718?-785)没。

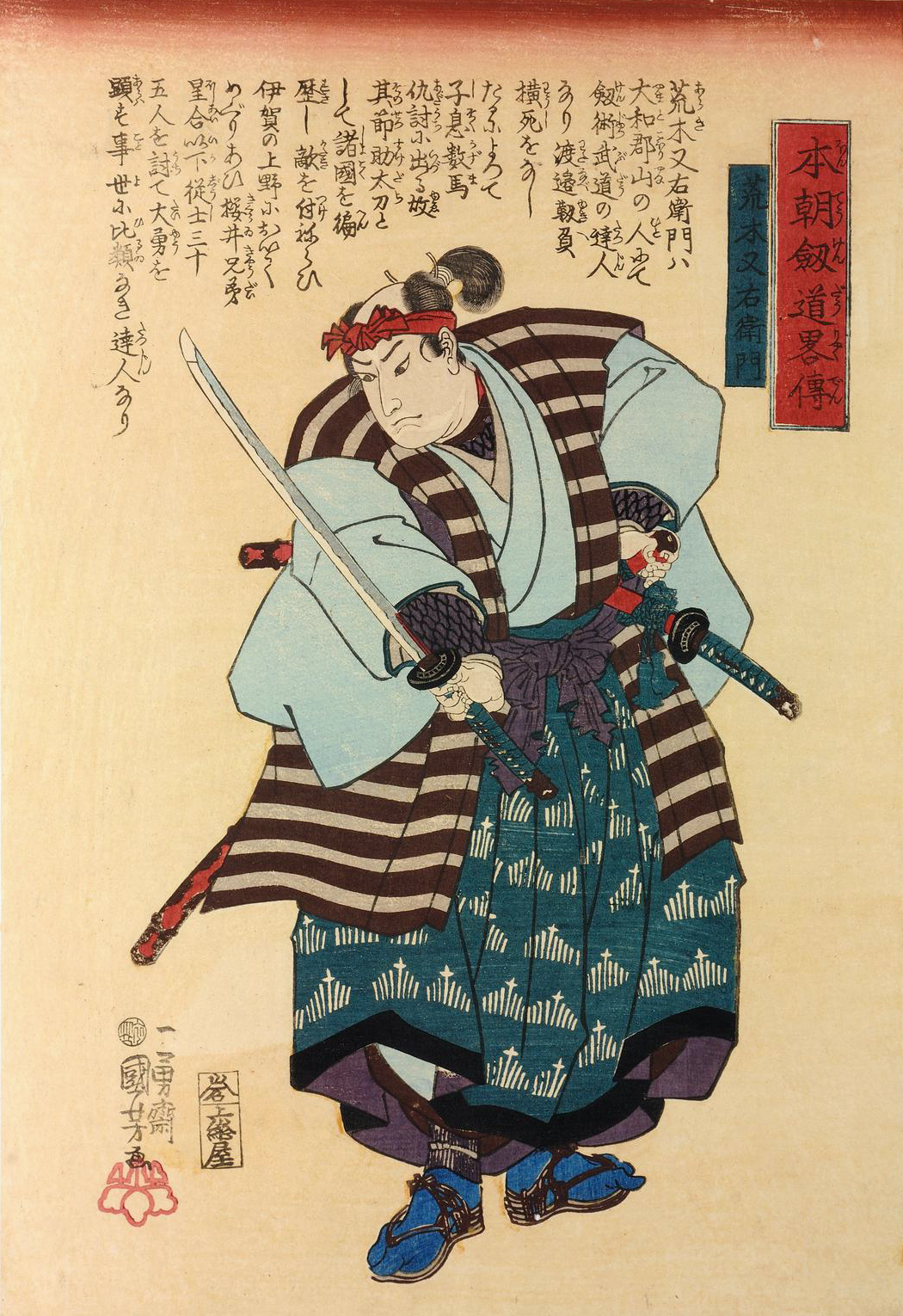
鍵屋の辻の決闘で知られる剣客荒木又右衛門(1599-1638)没。

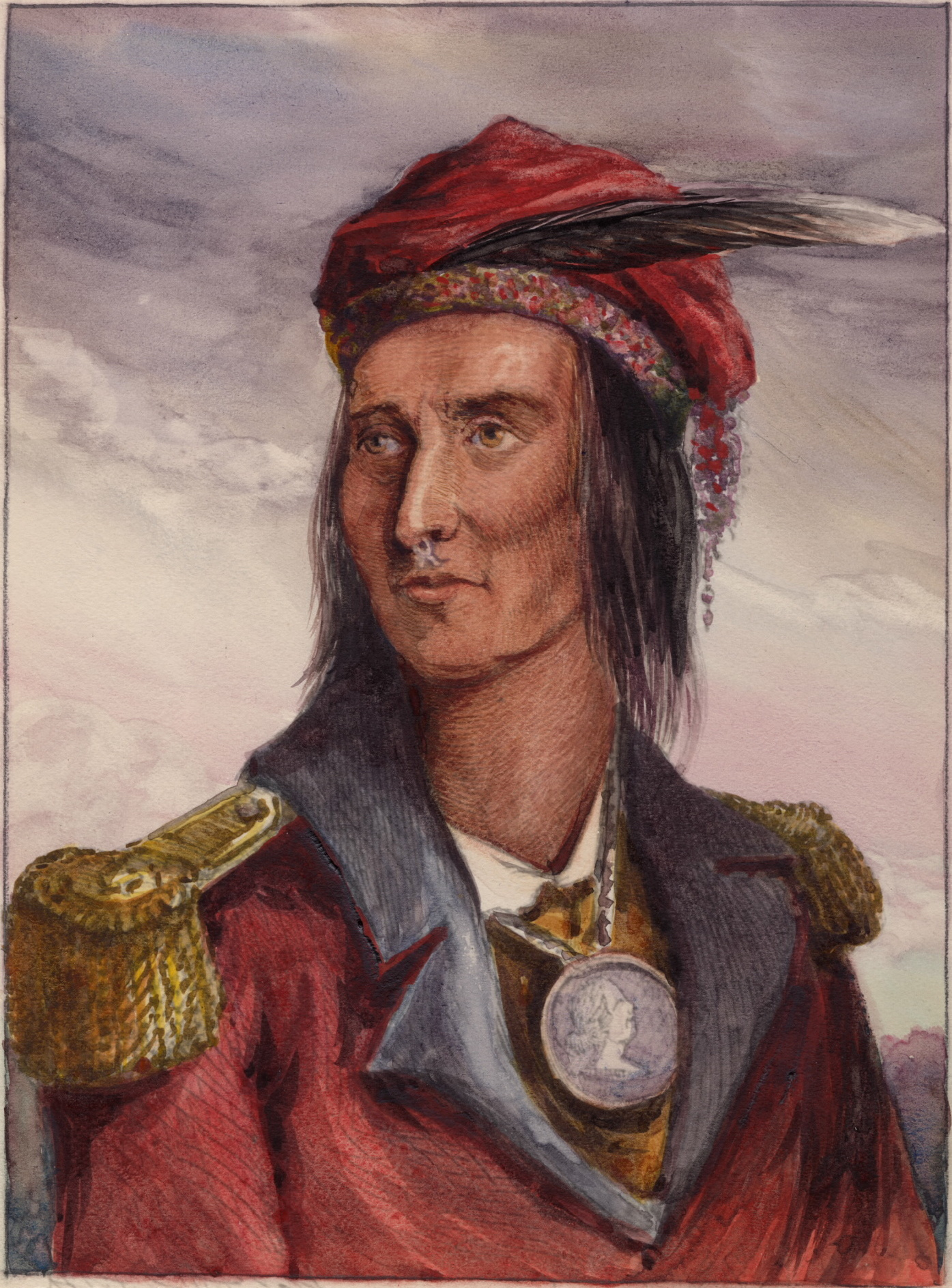
ショーニー族の戦士、テカムセ(1768?-1813)。テムズの戦いで戦死。

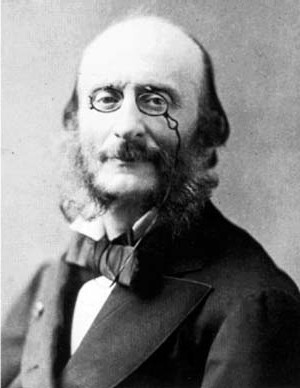
オペレッタの父、ジャック・オッフェンバック(1819-1880)没。

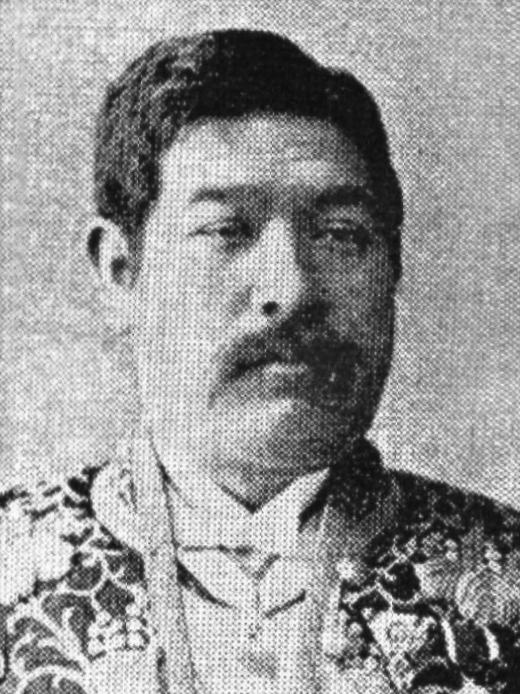
『防長回天史』を編纂したジャーナリスト末松謙澄(1855-1920)没。

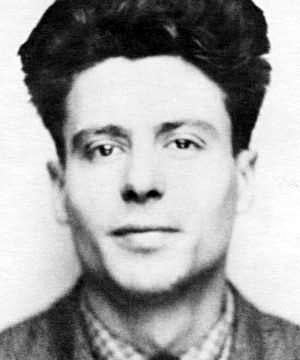
フランス前衛映画の先駆けとなった映画監督ジャン・ヴィゴ(1905-1934)没。

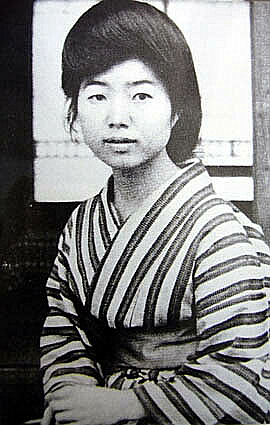
洋画家、絵本作家高村智恵子(1886-1938)没。

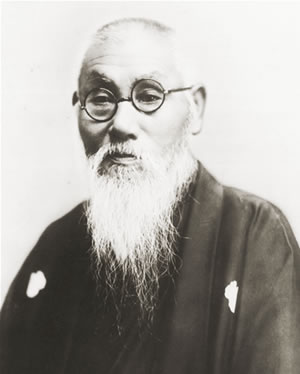
大アジア主義を提唱した玄洋社総帥、頭山満(1854-1944)没。

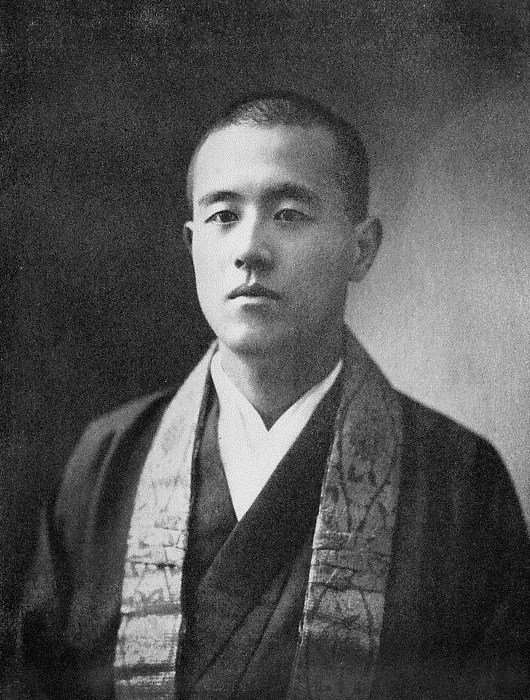
中央アジアを探検した浄土真宗本願寺派第22世法主、大谷光瑞(1876-1948)没。

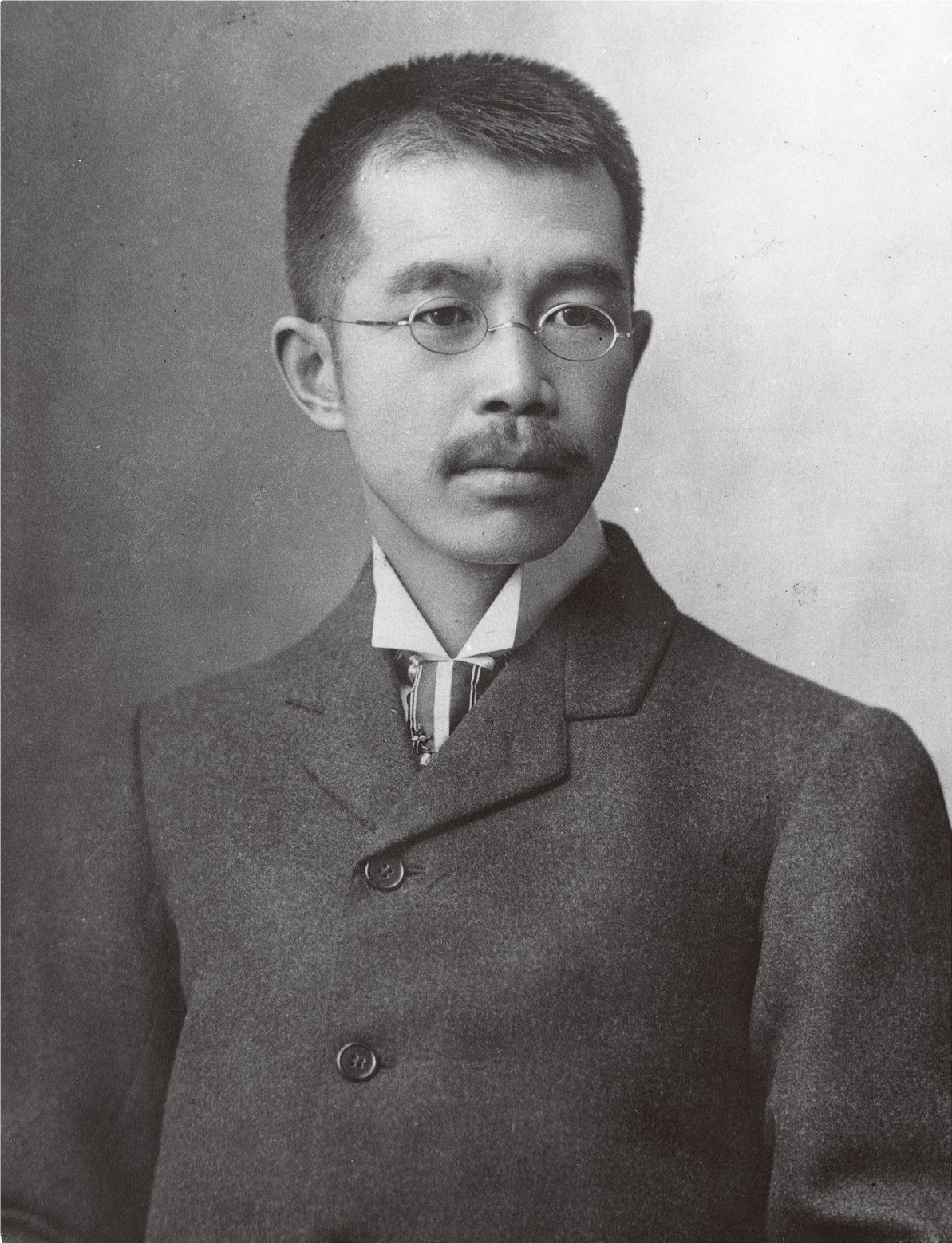
日立製作所創業者小平浪平(1874-1951)没。「優れた自主技術・製品の開発を通じて社会に貢献する」という企業理念のもと事業を拡大した。

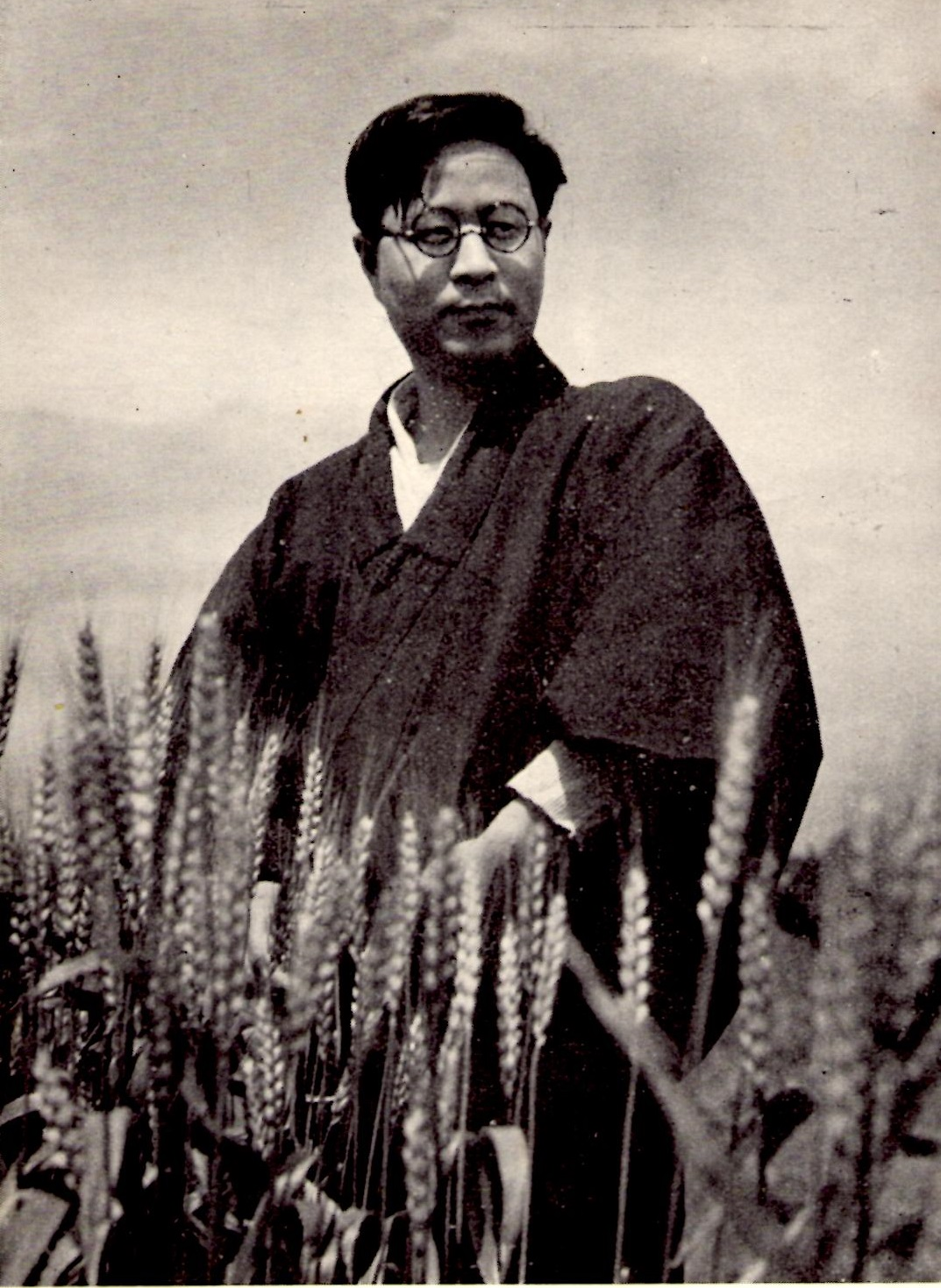
浄土宗僧侶、小説家武田泰淳(1912-1976)没。『快楽』で、日本文学大賞を、『目まいのする散歩』で、野間文芸賞を受賞。

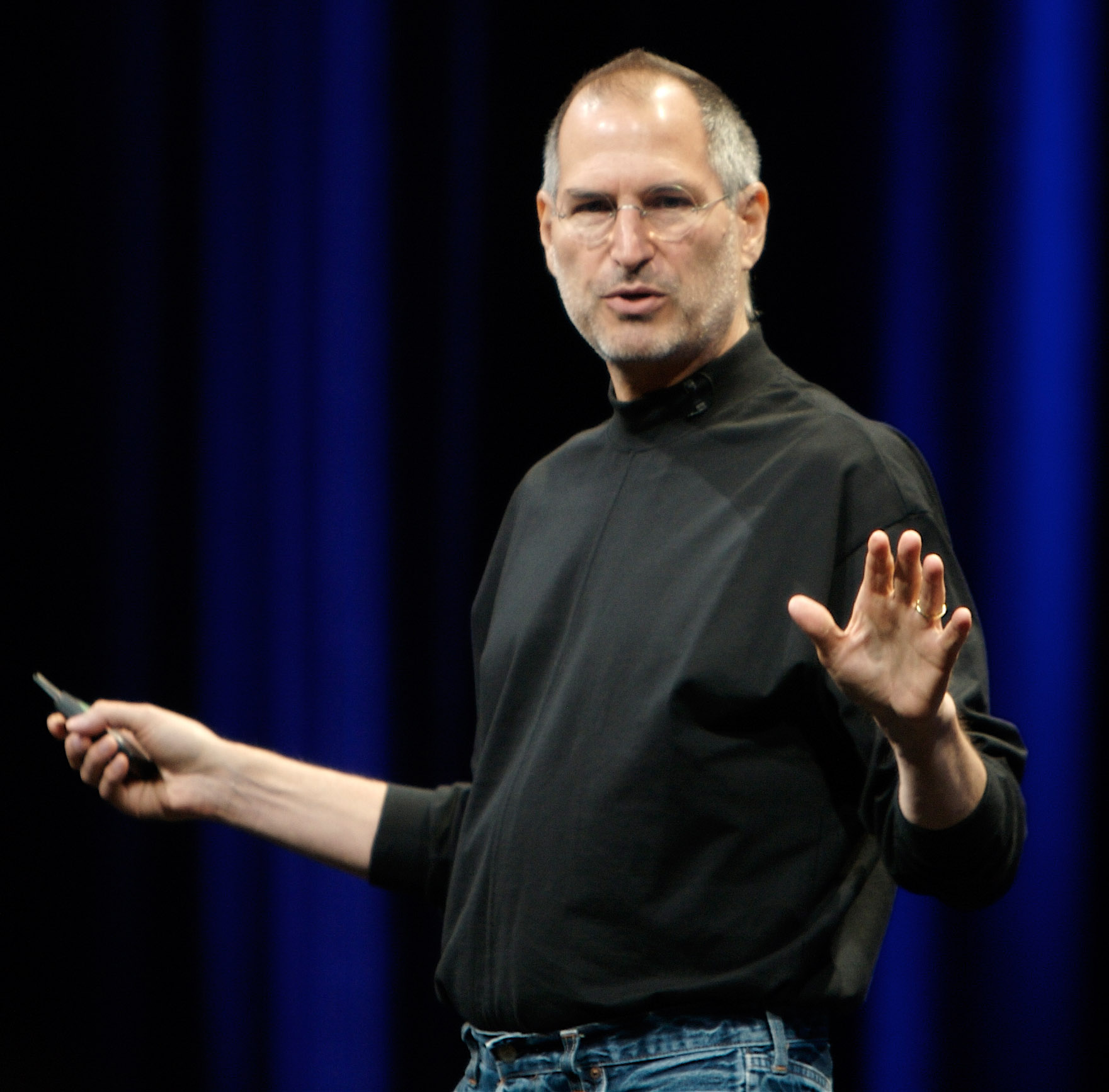
Appleの共同創業者、実業家スティーブ・ジョブズ(1955-2011)没。

- 578年 - ユスティヌス2世、東ローマ皇帝（* 520年）
- 610年 - フォカス、東ローマ皇帝（* 547年頃）
- 785年（延暦4年8月28日） - 大伴家持、奈良時代の廷臣、歌人（* 718年頃）
- 877年 - シャルル2世（禿頭王）、西フランク王（* 823年）
- 1056年 - ハインリヒ3世、ローマ王、皇帝（* 1017年）
- 1111年 - ロベール2世、フランドル伯（* 1065年頃）
- 1237年（嘉禎3年9月15日） - 正親町三条公氏、鎌倉時代の公卿（* 1182年）
- 1285年 - フィリップ3世、フランス王（* 1245年）
- 1524年 - ヨアヒム・パティニール、画家（* 1480年頃）
- 1565年 - ルドヴィコ・フェラーリ、数学者（* 1522年）
- 1638年（寛永15年8月28日） - 荒木又右衛門、剣客（* 1599年）
- 1650年（慶安3年9月10日） - 松平忠直、第2代越前藩主（* 1597年）
- 1714年（正徳4年8月27日） - 貝原益軒、儒学者（* 1630年）
- 1763年 - アウグスト3世、ポーランド王（* 1696年）
- 1784年 - アントニン・カメル（英語版）、ヴァイオリニスト、作曲家（* 1730年）
- 1786年 - ヨハン・ゴットリープ・グレディッチュ、植物学者、医師（* 1714年）
- 1805年 - チャールズ・コーンウォリス、イギリス軍の将軍、インド総督（* 1738年）
- 1811年 - アドルフ・ウルリク・ウェルトミュラー（英語版）、画家（* 1751年）
- 1813年 - テカムセ、アメリカ先住民ショーニー族の首長（* 1768年?）
- 1816年（文化13年閏8月14日） - 塩原太助、江戸時代の豪商（* 1743年）
- 1837年 - オルタンス・ド・ボアルネ、ホラント王ルイ・ボナパルトの妃（* 1783年）
- 1853年 - マーロン・ディカーソン、アメリカ合衆国海軍長官（* 1770年）
- 1864年（元治元年9月5日）- 清岡道之助、尊王攘夷の活動家（* 1833年）
- 1866年 - レオポルト・フォン・ヘニング、哲学者（* 1791年）
- 1871年（明治4年8月21日） - 九条尚忠、江戸時代の公卿（* 1798年）
- 1871年 - アレクサンドル・アファナーシェフ、民俗学者（* 1826年）
- 1880年 - ウィリアム・ラッセル、天文学者（* 1799年）
- 1880年 - ジャック・オッフェンバック、作曲家（* 1819年）
- 1883年 - ヨアヒム・バランデ、地質学者、古生物学者（* 1799年）
- 1899年 - ジェイムズ・ハーラン、第8代アメリカ合衆国内務長官（* 1820年）
- 1911年 - シャルル・マレーブ、ヴァイオリニスト、音楽学者、作曲家（* 1859年）
- 1912年 - ルイス・ボス、天文学者（* 1846年）
- 1912年 - 穂積八束、法学者（* 1860年）
- 1918年 - ローラン・ギャロス、フランス軍のエース・パイロット（* 1888年）
- 1920年 - 末松謙澄、ジャーナリスト、政治家（* 1855年）
- 1921年 - 杉浦六三郎、実業家、六桜社（コニカ）設立者（* 1847年）
- 1934年 - ジャン・ヴィゴ、映画監督（* 1905年）
- 1938年 - 高村智恵子、洋画家（* 1886年）
- 1940年 - シルベストレ・レブエルタス、作曲家、指揮者、ヴァイオリニスト（* 1899年）
- 1941年 - ルイス・ブランダイス、法律家（* 1856年）
- 1944年 - 頭山満、国家主義運動家（* 1855年）
- 1948年 - ゲオルク・クーレンカンプ、ヴァイオリニスト（* 1898年）
- 1948年 - 大谷光瑞、宗教家・冒険家、浄土真宗本願寺派第22世法主（* 1876年）
- 1950年 - フレデリック・レビー、神経学者（* 1885年）
- 1951年 - 小平浪平、実業家、日立製作所創業者（* 1874年）
- 1955年 - 河合小市、実業家、河合楽器創業者（* 1886年）
- 1957年 - ホセ・アンドラーデ、サッカー選手（* 1901年）
- 1960年 - アルフレッド・L・クローバー、文化人類学者（* 1876年）
- 1961年 - ブッカー・リトル、ジャズトランペット奏者、作曲家（* 1938年）
- 1965年 - ジョルジュ・ヴァントンゲルロー、彫刻家、画家（* 1886年）
- 1969年 - ウォルター・ヘーゲン、プロゴルファー（* 1892年）
- 1972年 - ソロモン・レフシェッツ、数学者（* 1884年）
- 1972年 - 細田民樹、小説家（* 1892年）
- 1972年 - ヘンリー・ドレイファス、工業デザイナー（* 1904年）
- 1972年 - ボーエ・モーエンセン、家具デザイナー（* 1914年）
- 1973年 - 花井忠、弁護士、第3代検事総長（* 1894年）
- 1974年 - ザルマン・シャザール、作家、政治家、イスラエル大統領（* 1889年）
- 1975年 - 清水将夫、俳優（* 1908年）
- 1976年 - ラルス・オンサーガー、物理学者（* 1903年）
- 1976年 - 酒戸弥二郎[16]、生化学者、元京都府茶業研究所長（* 1906年）
- 1976年 - 武田泰淳、小説家（* 1912年）
- 1977年 - 和田芳恵、小説家（* 1906年）
- 1980年 - 四代目三遊亭小圓遊、落語家（* 1937年）
- 1981年 - グロリア・グレアム、女優（* 1923年）
- 1982年 - 小畑勇二郎、政治家、秋田県知事（* 1906年）
- 1982年 - 鎗田順吉、俳優、声優（* 1935年）
- 1985年 - カール・メンガー、数学者（* 1902年）
- 1986年 - ハル・B・ウォリス、映画プロデューサー（* 1898年）
- 1986年 - ジェームズ・H・ウィルキンソン、数学者（* 1919年）
- 1989年 - 佐伯勇、実業家、近畿日本鉄道（近鉄） 元社長（* 1903年）
- 1990年 - 岡義武、政治学者、東京大学名誉教授（* 1902年）
- 1990年 - 福岡日出麿、政治家（* 1909年）
- 1990年 - サム・テイラー、テナーサックス奏者（* 1916年）
- 1993年 - 町田甲一、美術史家、武蔵野美術大学名誉教授（* 1916年）
- 1994年 - 中条静夫、俳優（* 1926年）
- 1994年 - ニニ・ロッソ、ジャズトランペット奏者（* 1927年）
- 1995年 - アレック・ダグラス＝ヒューム、政治家、イギリス首相（* 1903年）
- 1995年 - 島田一男、社会心理学者、評論家（* 1923年）
- 1996年 - 島村武久、官僚、元原子燃料工業社長（* 1914年）
- 1996年 - 野口明、元プロ野球選手（* 1917年）
- 1996年 - シーモア・クレイ、スーパーコンピュータ設計者（* 1925年）
- 1997年 - デイブ・マー（英語版）、プロゴルファー（* 1933年）
- 1999年 - 酒井美意子、マナー・皇室評論家（* 1926年）
- 1999年 - アレックス・ロウ（英語版）、登山家（* 1958年）
- 2000年 - 石井庄司、国文学者、俳人（* 1900年）
- 2000年 - 永倉万治、作家（* 1948年）
- 2001年 - マイケル・マンスフィールド、駐日アメリカ合衆国大使（* 1903年）
- 2001年 - 瀬長亀次郎、沖縄人民党書記長、那覇市長、日本共産党副委員長（* 1907年）
- 2001年 - セーケイ・ゾルターン、ヴァイオリニスト、作曲家（* 1903年）
- 2002年 - 三鬼陽之助、経済評論家（* 1907年）
- 2002年 - 和田俊、ジャーナリスト、元朝日新聞論説副主幹（* 1936年）
- 2003年 - ニール・ポストマン、作家、教育者、メディア論者、文化評論家（* 1931年）
- 2003年 - ティモシー・トレッドウェル、グリズリー研究家（* 1957年）
- 2004年 - モーリス・ウィルキンス、生物物理学者（* 1916年）
- 2005年 - ジョージ・ハモンド、化学者（* 1921年）
- 2006年 - 白鶴林、政治家、軍人（* 1918年）
- 2007年 - 村松定孝、国文学者（* 1918年）
- 2007年 - ヴァルター・ケンポフスキー（英語版）、小説家（* 1929年）
- 2007年 - 星川薫、元調教師（* 1930年）
- 2008年 - ハンス・リヒター（ドイツ語版）、俳優、映画監督（* 1919年）
- 2008年 - 土屋義彦、政治家、元埼玉県知事（* 1926年）
- 2008年 - 緒形拳、俳優（* 1937年）
- 2008年 - 福田和禾子、作曲家（* 1941年）
- 2009年 - 石上玄一郎、小説家（* 1910年）
- 2009年 - イズライル・ゲルファント、数学者（* 1913年）
- 2009年 - ギーゼラー・クレーベ（英語版）、作曲家（* 1925年）
- 2009年 - 岩崎真純、元アナウンサー（* 1948年）
- 2011年 - バート・ヤンシュ、音楽家、フォークソングシンガー（* 1943年）
- 2011年 - スティーブ・ジョブズ、実業家、技術者、作家、教育者（* 1955年)
- 2012年 - エドヴァルド・ミルゾヤン、作曲家（* 1921年）
- 2012年 - クロード・ピノトー、映画監督、脚本家（* 1925年）
- 2012年 - 岩浪洋三、ジャズ評論家、元スイングジャーナル編集長（* 1933年）
- 2012年 - 室井東志生[17]、日本画家、日展理事（* 1935年）
- 2012年 - 河合一慶、漫画家（* 1947年）
- 2012年 - キース・キャンベル、生物学者（* 1954年）
- 2013年 - ルース・ベネリト、化学者、発明家（* 1916年）
- 2013年 - 高橋富雄、日本史学者（* 1921年）
- 2013年 - 白石道義[18]、実業家、元日産火災海上保険（現損害保険ジャパン）社長（* 1921年または1922年）
- 2013年 - カルロ・リッツァーニ、映画監督、脚本家（* 1922年）
- 2013年 - ブッチ・ウォーレン（英語版）、ジャズベーシスト（* 1939年）
- 2013年 - 臼井嘉一、教育学者、福島大学元学長（* 1945年）
- 2013年 - 桜塚やっくん、お笑いタレント、声優、俳優（* 1976年）
- 2014年 - ユーリー・リュビーモフ、俳優、演出家（* 1917年）
- 2014年 - 福井惇[19]、新聞記者、元産経新聞社総務局長、帝京大学名誉教授（* 1930年）
- 2014年 - 大山勝美、演出家、元TBSテレビプロデューサー（* 1932年）
- 2014年 - 藤田博司、ジャーナリト、元共同通信社論説副委員長（* 1937年）
- 2014年 - アンドレア・デ・チェザリス、レーシングドライバー（* 1959年）
- 2015年 - 深瀬忠一、憲法学者、北海道大学名誉教授（* 1927年）
- 2015年 - 村井健、演劇評論家（* 1946年）
- 2015年 - ヘニング・マンケル、推理作家、児童文学作家（* 1948年）
- 2016年 - ジョルジュ・バランディエ、社会学者（* 1920年）
- 2016年 - ミハル・コヴァーチ、政治家、初代スロバキア大統領（* 1930年）
- 2016年 - 保田道世、アニメーション色彩設計者（* 1939年）
- 2016年 - 井上竜夫、コメディアン（* 1941年）
- 2017年 - 五月女正治[20]、実業家、元山一証券会長（* 1936年または1937年）
- 2017年 - 三條正人、歌手（鶴岡雅義と東京ロマンチカ）（* 1943年）
- 2017年 - アンヌ・ヴィアゼムスキー、女優、小説家、映画監督（* 1947年）
- 2018年 - 池上忠行[21]、実業家、元北海道新聞社常務取締役、元エフエム北海道社長（* 1930年）
- 2018年 - 榎本保雄[22]、実業家、エノモト創業者（* 1936年）
- 2018年 - 折田克子[23]、舞踊家（* 1937年）
- 2018年 - 萩原千秋、元プロ野球選手（* 1938年）
- 2019年 - 川又昂、撮影監督（* 1926年）
- 2019年 - ブレイン・リンドグレン（英語版）、陸上競技選手、1964年東京オリンピック銀メダリスト（* 1939年）
- 2019年 - アンディ・エチェバレン（英語版）、プロ野球選手、監督（* 1943年）
- 2019年 - 森川万智子、フリーライター、慰安婦問題研究家（* 1947年）
- 2019年 - マルチェッロ・ジョルダーニ（イタリア語版）、テノール歌手（* 1963年）
- 2020年 - 山本俊治[24]、国語学者、武庫川女子大学元学長・名誉教授（* 1922年）
- 2020年 - マーガレット・ノーラン（英語版）、女優、モデル（* 1943年）
- 2021年 - フランシスカ・セルサ・ドス・サントス、スーパーセンテナリアン（* 1904年）
- 2021年 - ジュールス・テオバルド（英語版）、スーパーセンテナリアン（* 1909年）
- 2021年 - 大島雄次、実業家、元安田生命保険（現明治安田生命保険）社長（* 1929年）
- 2021年 - 井口規[25]、体育学者、東京女子大学名誉教授、元ホッケー女子日本代表監督（* 1929年または1930年）
- 2021年 - 佐竹利子、実業家、元サタケ社長（* 1933年）
- 2021年 - ジェリー・シップ（英語版）、元バスケットボール選手、1964年東京オリンピック金メダリスト（* 1935年）
- 2021年 - 北原健児[26]、新聞記者、実業家、元読売新聞西部本社取締役編集局長・福島中央テレビ会長（* 1937年または1938年）
- 2021年 - 里村龍一、作詞家（* 1949年）
- 2021年 - パット・フィッシュ（英語版）、ミュージシャン（* 1957年）
- 2021年 - ニコス・トゥウマニス（イタリア語版）、サッカー選手（* 1990年）
- 2022年 - 近石真介、声優（* 1931年）
- 2022年 - ヴォルフガング・コールハーゼ（英語版）、脚本家、映画監督（* 1931年）
- 2022年 - 草田草太、イラストレーター（* 1993年）
- 2022年 - 上村好男[27]、市民運動家、水俣病互助会会長（* 1934年）
- 2022年 - 桑原秀郎、テレビプロデューサー（* 1935年）
- 2022年 - 李怡（中国語版）、評論家（* 1936年）
- 2022年 - レニー・リプトン（英語版）、作家、作詞家、映画製作者（* 1940年）
- 2023年 - ディック・バトカス、元アメリカンフットボール選手（* 1942年）
- 2024年 - 三上大樹、アナウンサー（* 1986年）

## 記念日・年中行事

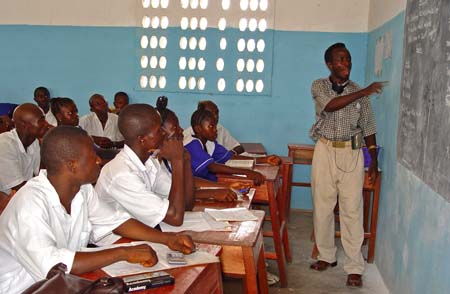
世界教師デー

- 世界教師デー（ 国際連合）
国際連合教育科学文化機関（ユネスコ）が制定した国際デー。1966年のこの日、「教師の地位向上に関する勧告」が調印されたことにちなむ（教師の日）。
- 共和制樹立記念日（ ポルトガル）
1910年10月5日革命により国王マヌエル2世が退位し、王政から共和制へ移行したことを記念。
- 憲法記念日（ バヌアツ）
- レジ袋ゼロデー（ 日本）
日本チェーンストア協会が2002年に、ゴミ減量のために買物袋（マイバッグ）の持参を呼びかけるために制定。
- 時刻表記念日（ 日本）
1894年10月5日に、日本で初めての本格的な時刻表『汽車汽船旅行案内』が庚寅新誌社から出版されたことに由来。これは福沢諭吉の勧めにより手塚猛昌が発行したもので、列車の発車時刻や運賃のほか、沿線の案内や紀行文なども掲載されていた。
- レモンの日（ 日本）
1938年のこの日に詩人の高村光太郎の妻・智恵子が亡くなり、亡くなる数時間前にレモンをかじる姿をうたった、「そんなにもあなたはレモンを待っていた・・・私の手からとつた一つのレモンをあなたのきれいな歯ががりりと噛んだ」という「智恵子抄」の「レモン哀歌」にちなんでいる。
- 達磨忌（ 日本）
中国禅宗の開祖で、インド人仏教僧の達磨大師（菩提達磨）は、永安元年10月5日（528年11月2日）に150歳で遷化。少林寺の壁に向かって9年間座禅を組み、ついに悟りを開いたという達磨大師の教えは、その後、曹洞、臨済、潙仰、雲門、法眼の五家に発展し、さらに臨済宗から楊岐、黄龍の二派が分派して五家七宗として展開された。この日、禅宗寺院では、達磨大師の遺徳を偲ぶ報恩の法要が厳修される。